# Асила
Асила или Асилах (араб. أصيلة‎) — город в Марокко, у побережья Атлантического океана. Находится в области Танжер — Тетуан — Эль-Хосейма, где с городом Танжер образуют префектуру Танжер-Асила.

## История
Первые поселения на месте современного города возникли в 1500 году до нашей эры и первоначально являлись колонией Финикии.
Во времена Римской империи здесь был карфагенский город Зилис.
24 августа 1471 года португальцы высадились на берегу города. Они построили крепость с большими башнями. Через несколько лет город превратился в важный торговый центр. Покорение города Афонсу V прославлено в эпической поэме Вашку Моузинью де Кеведу «Афонсу Африканец» (1611).